# Hilde Zimmermann

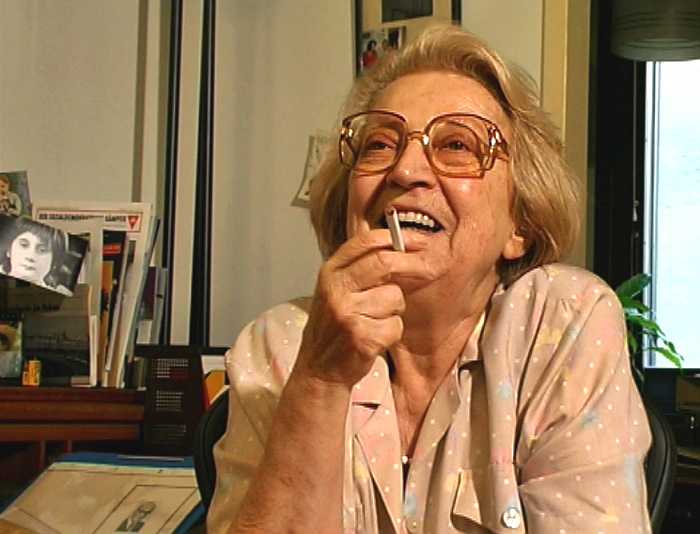
Hilde Zimmermann (1999), Standbild aus dem Dokumentarfilm Dagegen muss ich etwas tun. Portrait der Widerstandskämpferin Hilde Zimmermann (2009) von Tina Leisch

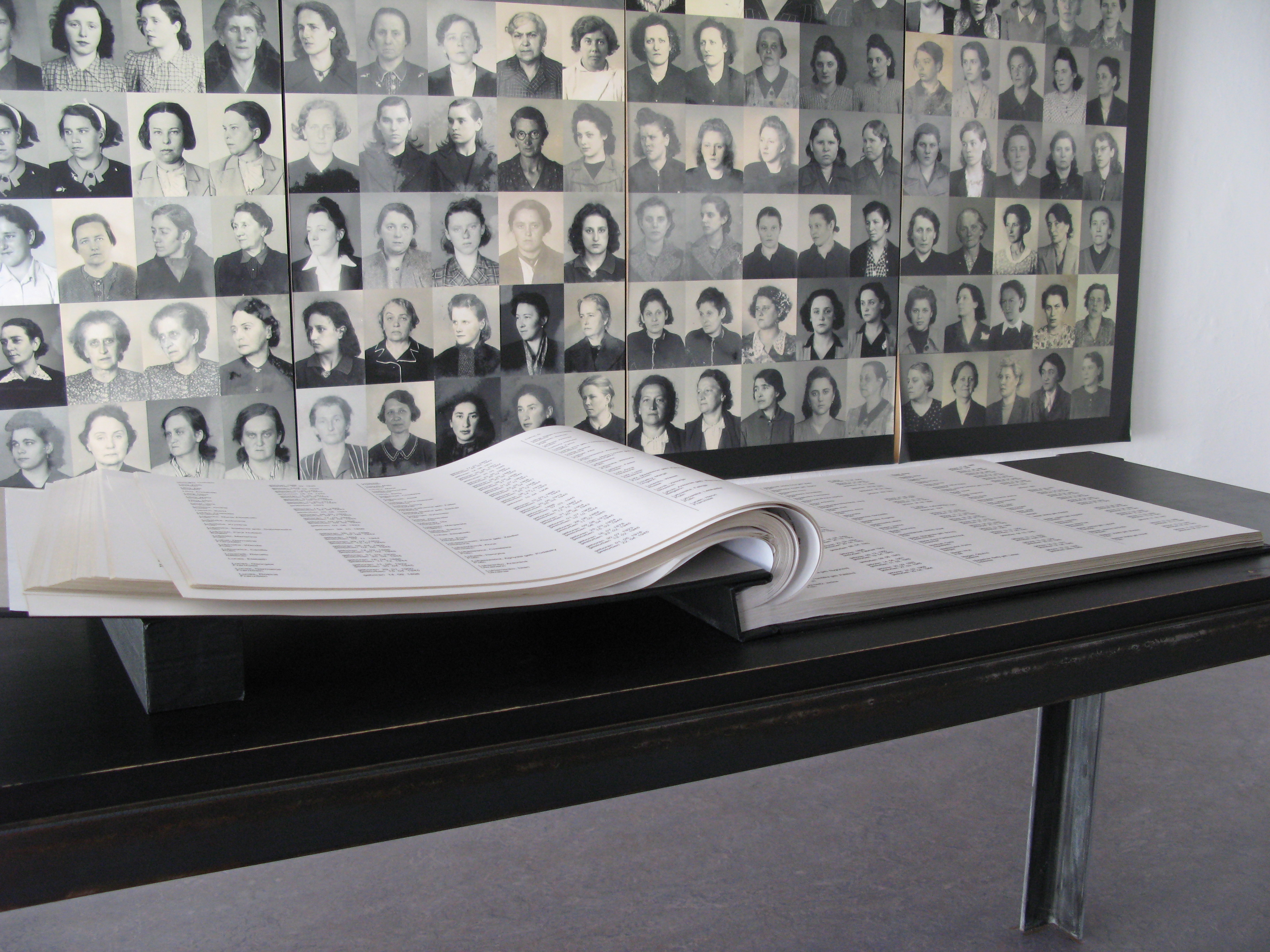
Ausstellungsraum in der Mahn- und Gedenkstätte Ravensbrück, mit Fotos und Namenslisten von ehemals im KZ Ravensbrück inhaftierten Frauen (2008)

Hilde Zimmermann, geborene Wundsam (* 12. September 1920 in Wien; † 25. März 2002 ebenda), war eine österreichische Widerstandskämpferin gegen den Nationalsozialismus und politische Aktivistin. Sie überlebte die Inhaftierung im KZ Ravensbrück und einen Todesmarsch. Nach Ende des Zweiten Weltkrieges war sie vor allem in der von ihr mitgegründeten Österreichischen Lagergemeinschaft Ravensbrück aktiv und setzte sich zeitlebens für Aufklärung über die Verbrechen der NS-Zeit ein. Besonders engagierte sie sich für die Weitergabe der Erinnerung an den Nationalsozialismus an die nächste Generation, wie unter anderem jahrzehntelang als Zeitzeugin an Schulen. Sie selbst sah sich als „Verfolgte“, nicht als „Opfer“.

## Leben

### Kindheit und Jugend
Hilde Wundsam stammte aus einer Arbeiterfamilie und wuchs im Roten Wien in ärmlichen Verhältnissen auf. Im Alter von vier Jahren kam sie mit ihren Eltern und ihrem zwei Jahre jüngeren Bruder Othmar („Otto“) in das dörflich strukturierte Kagran, das damals zum 21. Wiener Gemeindebezirk Floridsdorf gehörte (heute überwiegend zum 22. Wiener Gemeindebezirk Donaustadt gehörig). Sie lebte zunächst zusammen mit ihrer Familie bei ihren Großeltern, die dort ein preiswertes Grundstück zur Bebauung in Eigenleistung erworben hatten. Auch als ihre Eltern in Kagran eine Wohnung in einem Gemeindebau bekamen, blieb sie bei der Großmutter und kam erst später zu den Eltern und dem Bruder.
Ihre Eltern waren aktive Sozialdemokraten; ihre Mutter arbeitete im Bildungsreferat der Sozialdemokratischen Arbeiterpartei (SDAP), ihr Vater war als Eisenbahner ebenfalls überzeugter Sozialdemokrat. Wie Hilde Zimmermann später in einem Interview sagte, reichte ihre erste politische Erinnerung ins Jahr 1927 zurück – an die Aufregungen in der Familie nach den Urteilen im Schattendorfer Prozess und dem Justizpalast-Brand. Sie habe damals erkannt, dass es unterschiedliche Anschauungen und Ungerechtigkeiten zwischen den Menschen gibt. Fortan blieb sie dem Religionsunterricht fern; ihre Beweggründe dafür sind indes nicht bekannt. Schon als Hauptschülerin entwickelte sie durch die Gespräche ihrer Eltern ein politisches Bewusstsein, ihre erste Prägung war: „Kein Krieg!“

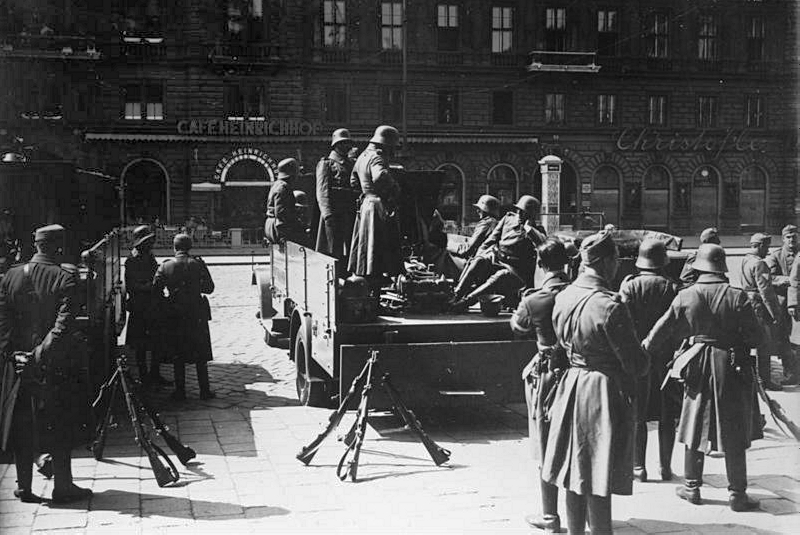
Soldaten des Bundesheeres während der Februarkämpfe 1934 vor der Staatsoper in Wien

Ab etwa 1930 begleitete sie ihre Mutter öfters zu politischen Versammlungen. Bis 1934 verbrachte Hilde Wundsam viel Zeit bei den Kinderfreunden und den Roten Falken und nahm Angebote der Arbeiterbildung in Anspruch. Später bezeichnete sie die Jahre 1930 bis 1934 als ihre prägende und eine sehr glückliche Zeit. Ihre Eltern wurden 1934 arbeitslos und waren im Februar 1934 an dem Österreichischen Bürgerkrieg zwischen der Sozialdemokratischen Arbeiterpartei mit deren Schutzbund und dem austrofaschistischen Ständestaat mit dessen Bundesheer und Heimwehr aktiv beteiligt: Ihr Vater war beim Schutzbund und wurde als Sanitäter in Floridsdorf eingesetzt, ihre Mutter versorgte verwundete Straßenbahner. Die Gemeindebauten in Kagran wurden, wie in vielen anderen Orten, als „rote Festungen“ beschossen, und die Familie verlor durch Beschlagnahmung einen Großteil ihrer Habe. Ihre Eltern wurden verhaftet, ihre Mutter kam für zwei Monate ins Gefängnis, der Vater für sechs Monate in das Anhaltelager Wöllersdorf.
Die 14-Jährige und ihr 12-jähriger Bruder blieben alleine zurück und wurden durch internationale Hilfsaktionen versorgt, wie von den Quäkern und der Roten Hilfe. Diese Unterstützung beeindruckte Hilde Wundsam sehr und sie erinnerte sich später gerne an die von ihr so bezeichnete „internationale Solidarität der Arbeiterschaft“. Sie selbst wurde erstmals 1935 kurz in Haft genommen, jedoch ohne weitere Folgen wieder entlassen.

### Erste Berufstätigkeiten, Studium
Die Ehe ihrer Eltern wurde 1936 geschieden. Hilde Wundsam arbeitete als Putzfrau und machte einen Kurs als Haushaltshilfe. Um eine Anstellung zu erleichtern, legte sie ein katholisches Religionsbekenntnis ab, wobei sie sich für die Altkatholische Kirche entschied. Seit dem Verbot der Roten Falken 1934 trafen sich die Jugendlichen weiterhin und nannten sich Junguranier. Wie andere Jugendliche aus ihrem sozialdemokratischen Umfeld sympathisierte Wundsam mit der seit 1933 verbotenen und im Untergrund gegen den Faschismus agierenden sowie in der Arbeitslosenbewegung aktiven KPÖ, der sie sich später anschloss. Wegen der Erstellung von Flugblättern mit kommunistischen Parolen wurde Wundsam zusammen mit anderen Jugendlichen 1936 verhaftet, nach acht Tagen wurden jedoch alle wieder freigelassen.

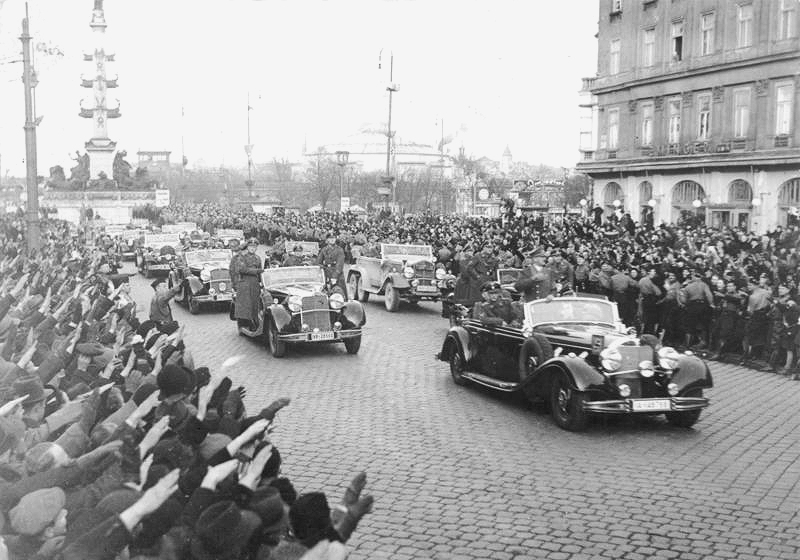
Hitlers Wagenkolonne am Wiener Praterstern am 15. März 1938 nach der Machtübernahme durch die Nationalsozialisten

Sie nahm dann eine Stelle als Kindermädchen in einem Haushalt in Ungarn an und kehrte 1938 nach Wien zurück, wo sie bei ihrer Mutter Anna in Kagran wohnte und verschiedene Büroarbeiten ausübte. In Österreich war der Austrofaschismus nach dem Anschluss an das nationalsozialistische Deutsche Reich im März 1938 durch den Nationalsozialismus abgelöst worden. 1939 wurden sie und ihr Bruder Othmar verhaftet, nachdem die Polizei bei einer Hausdurchsuchung ein kommunistisches Flugblatt gefunden hatte. Wie von den Geschwistern verabredet, übernahm ihr damals 17 Jahre alter Bruder die Verantwortung und wurde für neun Monate eingesperrt, während sie nach acht Tagen wieder freikam. Aus dem Gefängnis kehrte ihr Bruder mit einer Lungenentzündung nach Hause zurück. 1941 begann sie ein Studium der Bildhauerei an der Wiener Frauenakademie, das sie bis zu ihrer Verhaftung im März 1944 wahrnahm.

### Widerstand gegen den Nationalsozialismus
Seit dem Anschluss Österreichs und der Machtübernahme durch die Nationalsozialisten verspürte Hilde Wundsam den Drang, Widerstand zu leisten, agierte aber insbesondere seit der Verhaftung im Jahr 1939 vorsichtiger. Sie versuchte, andere Menschen in Gesprächen zu beeinflussen und gegen den Nationalsozialismus aufzubringen, wie etwa Soldaten auf Heimaturlaub und Mitstudentinnen an der Frauenakademie. Während des Zweiten Weltkriegs war ihr Bruder Othmar nach Abschluss seiner Ausbildung zum kaufmännischen Angestellten 1941 zur Wehrmacht eingezogen worden. Als dieser bei einem Fronturlaub über die Gräuel des Krieges sprach und ihr dabei berichtete, dass „die Deutschen, wenn sie Partisanen erwischen, auch die Frauen aufhängen“, sagte sie sich: „Dagegen muss ich etwas tun!“
Bei einer Silvesterfeier am Jahresende 1943 lernte sie einen Untergrundkämpfer kennen, der im organisierten Widerstand tätig war und dem sie ihre Hilfe anbot. Dieser suchte Unterschlupf für einen von zwei sogenannten Fallschirmagenten, die, über England aus der Sowjetunion kommend, den Widerstand in Österreich mit unterstützen und vernetzen sollten. Hilde Wundsam bat ihre Mutter sowie ihre Freundin Pauline Hochmeister (später nach Heirat Pauline Leibel) und deren Mutter Gisela Hochmeister um Mithilfe; Pauline Hochmeisters Vater war an der Front. Die vier Frauen, die als frühere Nachbarn aus Kagran und durch ihre politischen Überzeugungen eng miteinander verbunden waren, übernahmen gemeinsam die Aufgabe, den Agenten abwechselnd in ihren Wohnungen zu verstecken. Wer Hilde Wundsams erste Kontaktperson war wie auch die Person, bei der sie im 3. Wiener Bezirk ihren Schützling abholte, hat sie nie erfahren. Der aus Deutschland stammende Agent, Josef Zettler („Sepp“), kam zunächst bei der in Wien-Stadlau wohnenden Familie Hochmeister unter, und später bei Hilde Wundsam und ihrer Mutter.
Welche Aufgaben Josef Zettler und der zusammen mit ihm eingesetzte Fallschirmagent Albert Huttary hatten, ist unbekannt. Schwierig wurde es, als Zettler sein mitgebrachtes Funkgerät in Betrieb nehmen wollte, um mit seinen Verbündeten Funkkontakt aufzunehmen. Aus technischen Gründen (es wurde eine sogenannte Erdung benötigt) und wegen der Gefahr der Ortung durch die Nationalsozialisten ging dies nicht in der Wohnung der Familie Wundsam. So erfolgte ein nächtlicher Versuch zur Inbetriebnahme in dem Bildhauer-Atelier in der Pratergegend in Wien-Leopoldstadt, in dem Wundsam als Studentin arbeitete und für das sie über einen Schlüssel verfügte. Der Versuch schlug fehl und das Funkgerät wurde dann anderntags von Pauline Hochmeister in einem Koffer zurücktransportiert.

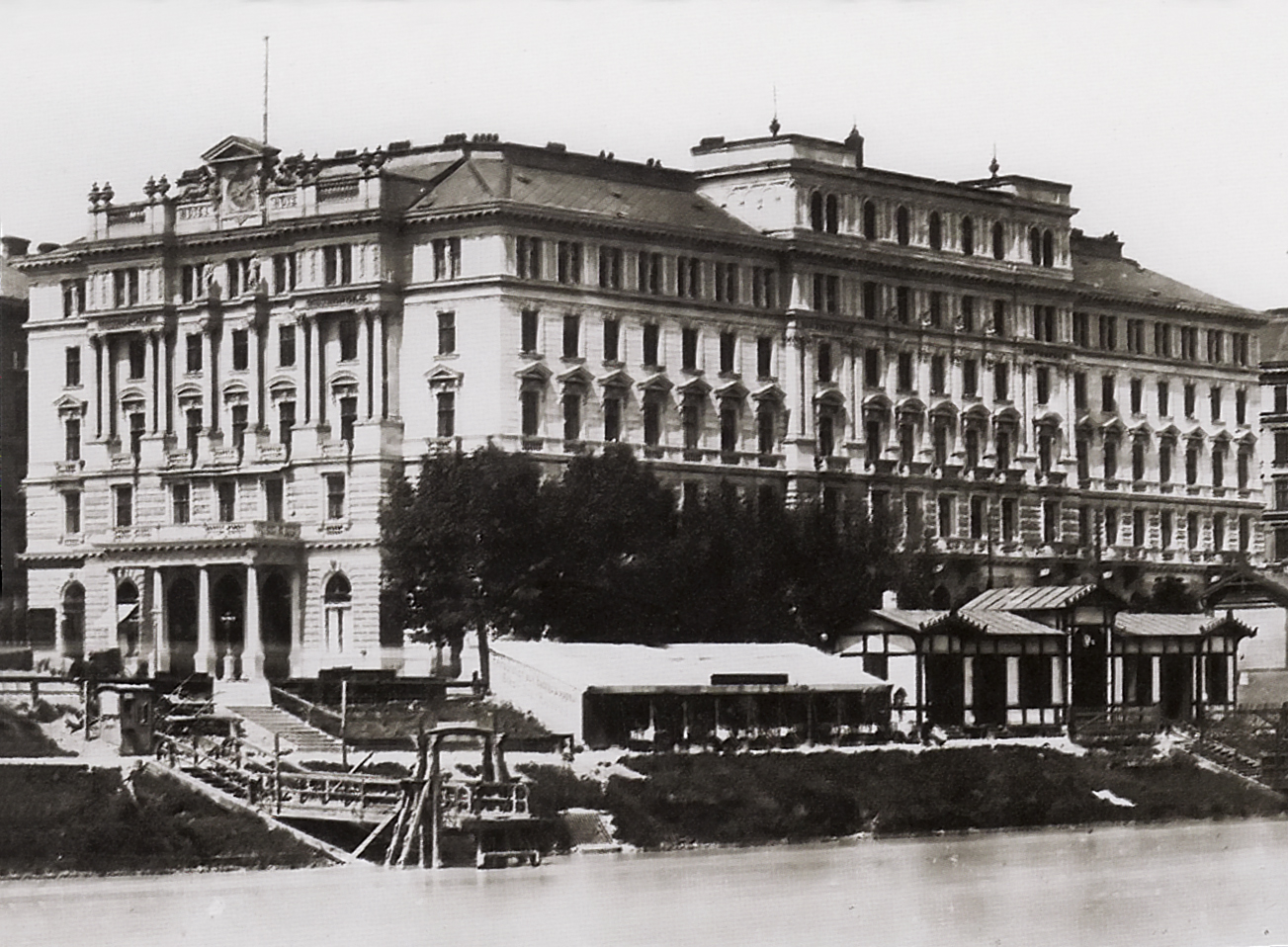
Das ehemalige Hotel Metropol am Morzinplatz, von 1938 bis 1945 Sitz der Wiener Gestapo, wo auch die Verhöre stattfanden

Als die Frauen vor einem Spitzel gewarnt wurden, war es bereits zu spät und alle Beteiligten wurden am 30. März 1944 verhaftet. Auch Othmar Wundsam, noch dazu selbst Funker bei der Wehrmacht, der gerade Heimaturlaub hatte, wurde festgenommen. Zettler wurde bei der Familie Wundsam aus dem Bett heraus verhaftet und dabei brutal behandelt. Alle Beteiligten kamen in Gestapo-Haft und wurden in der Folge in der Wiener Staatspolizeileitstelle, die im vormaligen Hotel Metropol am Morzinplatz untergebracht war, mehrmals verhört. Die Frauen versuchten, mit einer vorher verabredeten Geschichte ihre Tat herunter zu spielen, mussten jedoch bald erkennen, dass die Gestapo ihnen schon länger auf der Spur war und von dem Agenten und dessen Mission wusste. So wurden auch der zusammen mit Zettler in Wien eingesetzte Agent Albert Huttary und dessen Unterstützer am gleichen Tage verhaftet. Zettler und Huttary wurden durch körperliche Misshandlungen und Drohungen dazu gezwungen, zum Schein Funkkontakte mit ihren Verbindungsstellen aufzunehmen. Die Frauen blieben von Gewaltanwendungen seitens der Wiener Gestapo weitgehend verschont.
Wie die spätere Forschung ergab, war die Gestapo bereits vorab über noch kommende Fallschirmagenten informiert. Die ersten dieser Agenten waren gefasst worden und hatten nach schwerer Folterung viele weitere Namen und die Funkcodes verraten. So kam es alleine im Zuständigkeitsbereich der Gestapo-Leitstelle Wien von 1942 bis 1945 zu rund 100 Verhaftungen von Fallschirmagenten und zu rund 500 weiteren von Quartiergebern und Helfern.

### KZ-Häftling
| Nach der Verhaftung wurde Hilde Wundsams Bruder Othmar Wundsam (1922–2014) von einem Militärgericht zu 10 Jahren Zuchthaus verurteilt, die er nach Ende des Krieges absitzen sollte, und kam dann in verschiedene Konzentrationslager. Er überlebte, kehrte nach Wien zurück, arbeitete von 1947 bis zu seiner Pensionierung bei den Österreichischen Bundesbahnen (ÖBB), betätigte sich nebenher künstlerisch und war in der Kulturarbeit aktiv sowie als Zeitzeuge bei der Weitergabe der Erinnerung an den Nationalsozialismus an die nächste Generation engagiert. Er starb Ende 2014 im Alter von 92 Jahren. Der deutsche Agent Josef Zettler (1904–1974) wurde nach seiner Verhaftung von der Wiener Gestapo verhört und kam später in das Gestapogefängnis Kleine Festung in Theresienstadt, wo er im April 1945 von der Roten Armee befreit wurde. Er kehrte in die Sowjetunion nach Tomsk zu seiner Familie zurück, übersiedelte mit ihr 1947 nach Ost-Berlin und machte politische Karriere im höheren Polizei- und Ministeriumsdienst in der DDR, wo er 1974 starb. Zettlers frühere Quartiergeberinnen wussten nichts von seinem späteren Leben; es bestand kein Kontakt zwischen Zettler und seinen früheren Unterstützern in Wien und Umgebung. Othmar Wundsam, wie wohl auch seine Schwester Hilde, ging vielmehr davon aus, dass Zettler in der Sowjetunion zur Rechenschaft gezogen worden sei; und auch Pauline Lebel (geb. Hochmeister) war bis zum Bekanntwerden von Halbmayrs Forschungsergebnissen davon überzeugt, dass Zettler in der Sowjetunion verhört, in ein Lager gekommen und dort erschossen worden sei. |

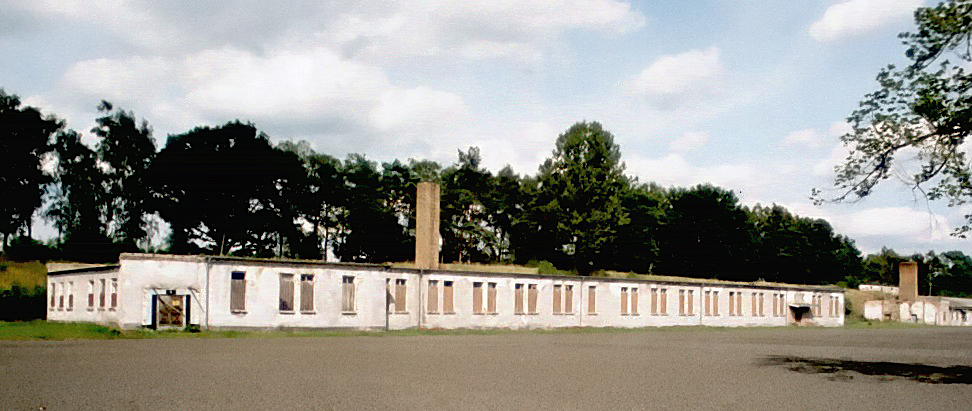
Häftlingsbaracken im ehemaligen Frauenkonzentrationslager Ravensbrück (Zustand 2005)

Alle vier Frauen, Hilde und Anna Wundsam sowie Pauline und Gisela Hochmeister, kamen nach mehrmonatiger Gestapo-Haft in das Frauenkonzentrationslager Ravensbrück, das sich rund 90 km nördlich von Berlin in der Nähe von Fürstenberg/Havel befand. Hilde Wundsam traf dort Mitte/Ende August 1944 zusammen mit ihrer Mutter ein. Im Laufe des Jahres 1944 kamen noch Tausende Gefangene aus evakuierten Haftstätten im besetzten Frankreich und den geräumten KZ aus dem Osten des Deutschen Reichs nach Ravensbrück, so dass die ohnehin unmenschlichen Lebensbedingungen in den überfüllten Baracken katastrophal wurden. Als politische Gefangene fanden die vier Frauen Unterstützung bei Genossinnen aus Wien und bekamen über deren Vermittlung Arbeiten im Innendienst zugewiesen, wie im Büro, in der Geldverwaltung und in der Effektenkammer.
Hilde Wundsam und ihre Freundin Pauline Hochmeister schlossen sich in Ravensbrück der österreichisch-deutschen Gesangsgruppe an. Gesungen werden durfte nur während der Freistunde in den Blocks, außerhalb dieser Zeit und außerhalb der Blocks war das Singen verboten. Bei der Zwangsarbeit, die viele der inhaftierten Frauen leisten mussten, wurde „Gesang entweder angeordnet, oder er war verboten, was offensichtlich von der Willkür der SS-Bewachung abhing. In der Regel war Singen und Sprechen z. B. in der Fabrik verboten.“ Das Singen „half Hilde Wundsam, Mensch zu bleiben, in einer Umgebung, die Härte von ihr abverlangte, es war für sie wie eine ‚innere Dusche‘.“
Ende 1944 wurde sie schwer krank und kam für einige Zeit in den Krankenblock. Da sich durch den Vormarsch der Roten Armee die Front im April 1945 dem Lager immer mehr näherte, wurde das KZ Ravensbrück ab dem 27. April von der SS geräumt und die Insassen auf einen Todesmarsch getrieben. Hilde und Anna Wundsam und ihre Freundinnen mussten, zusammen mit anderen Häftlingen, am 28. April 1945 das Lager auf einem Todesmarsch verlassen, ihnen gelang jedoch bei erster Gelegenheit die Flucht in den Wald. Nach zwei Tagen Verstecken und Herumirren kamen sie am 1. Mai zurück ins Lager, das inzwischen von der Roten Armee befreit worden war. Da Anna Wundsam dann an Typhus erkrankte, konnte der Heimweg nicht sofort angetreten werden. Nachdem die sowjetischen Befreier das ehemalige Konzentrationslager für ihre eigenen Zwecke beanspruchten, organisierten Hilde Wundsam und andere unter vielen Schwierigkeiten einen Krankentransport, der auf Umwegen über Berlin schließlich im Juli 1945 Wien erreichte.

### Nachkriegszeit
Nach Wien zurückgekehrt, lebte Hilde Wundsam einige Jahre gemeinsam mit ihrem Bruder Othmar und Freundinnen – alle KZ-Überlebende – in einem Haus. Sie musste bald erkennen, dass die Ideale einer offenen, solidarischen und gerechten Gesellschaft aus der Rote-Falken-Zeit sich nicht verwirklichen ließen: Es gab bereits eine neue Regierung und zusätzlich Besatzungsmächte, die Menschen waren mit dem Wiederaufbau beschäftigt und wollten von einer Aufarbeitung der nationalsozialistischen Vergangenheit nichts wissen, sondern verdrängten diese. Wundsam gab ihre gesellschaftspolitischen Vorstellungen und Hoffnungen jedoch nicht auf und engagierte sich in der Kommunistischen Partei Österreichs (KPÖ), vor allem in der Jugendorganisation. Unter anderem trug sie bis 1953 jeden Sonntag die Parteizeitung aus, wirkte bei der Organisation der Akademischen Winterspiele mit und war auch bei den Weltjugendspielen aktiv.

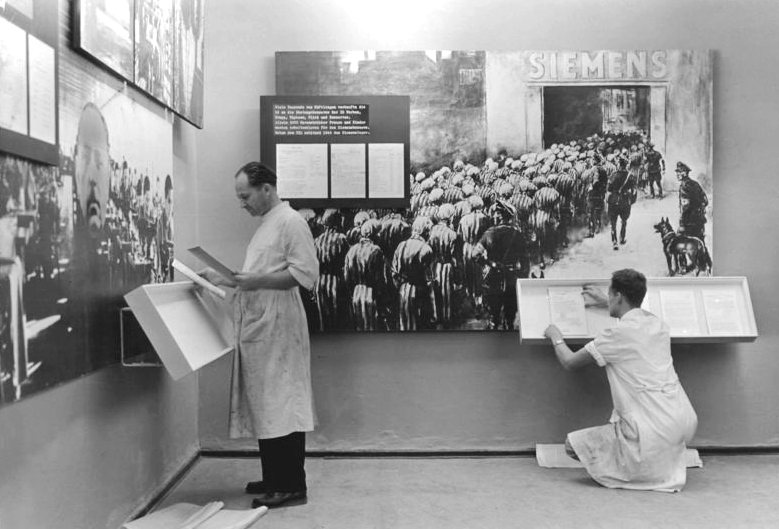
Gestaltung eines Ausstellungs-Raumes der Mahn- und Gedenkstätte Ravensbrück in der DDR (1959)

Seit ihrer Rückkehr wurde Wundsam beim KZ-Verband am Wiener Stubenring aktiv. Sie war 1947 Mitgründerin der Österreichischen Lagergemeinschaft Ravensbrück (ÖLGR), in der sie zeitlebens mitarbeitete. Als Ende der 1950er Jahre die Mahn- und Gedenkstätte Ravensbrück als eine der drei nationalen KZ-Gedenkstätten der DDR geschaffen wurde, engagierte Hilde Zimmermann, geb. Wundsam sich im österreichischen Vorbereitungskomitee. Außer der Gedenkstätte wurde im ehemaligen Konzentrationslager ein Museum eingerichtet, wofür jede nationale Häftlingsgruppe nach eigenen Vorstellungen eine Zelle im ehemaligen Bunker ausgestalten sollte. Das österreichische Komitee erarbeitete gemeinsam mit der aus Wien stammenden Architektin Margarete Schütte-Lihotzky, die selbst während der NS-Zeit verfolgt und inhaftiert gewesen war, ein Konzept für die Gestaltung des Museums. Konfrontiert mit den Erinnerungen und Empfindungen am Ort des Schreckens, erlitt Zimmermann während der Ausstellungseröffnung im Herbst 1959 einen körperlichen Zusammenbruch, so dass sie nach Ost-Berlin ins Krankenhaus gebracht werden musste.
1960 erstellten die Frauen der Lagergemeinschaft für Österreich eine Wanderausstellung über das Konzentrationslager Ravensbrück, wobei Hilde Zimmermann federführend die Gestaltung übernahm. Die Ausstellung wurde in Wien eröffnet und dort zunächst gezeigt, unter anderem wurde sie von Schülern von insgesamt 75 Wiener Mittelschulen im Rahmen des Geschichtsunterrichts besucht. Danach war die Ausstellung dann fünf Jahre lang in vielen Städten und Gemeinden in Österreich zu sehen und wurde dabei jeweils von den Frauen der Lagergemeinschaft, so auch von Hilde Zimmermann, vor Ort betreut. Hieraus entwickelte sich die Tätigkeit der „Ravensbrückerinnen“ als Zeitzeuginnen in den Schulen.

### Heirat und Familie
Auf einer Demonstration der kommunistischen Jugend lernte Wundsam ihren späteren Ehemann, den Österreicher Harry Zimmermann, kennen. Er war während des Krieges bis 1944 in Belgien in der Emigration und gab sich dann in Frankreich als Jugoslawe aus. Daraufhin wurde er nach Jugoslawien rückgeführt, wo er sich mit den Partisanen verbündete. Hilde Wundsam heiratete in den 1950er Jahren Harry Zimmermann, nachdem er seine Promotionsprüfungen abgeschlossen hatte, und nahm dessen Nachnamen an. Sie versuchte, ihre durch die Verhaftung 1944 abrupt unterbrochene künstlerische Ausbildung fortzusetzen, und besuchte die Akademie für angewandte Kunst in Wien, fühlte sich aber im Kreis der viel jüngeren Studenten nicht wohl.
Als Hilde Zimmermann schwanger wurde, verließ sie die Akademie und widmete sich in den nächsten Jahren dem Haushalt und der Familie. Das Ehepaar bekam insgesamt drei Kinder, zwei Söhne und eine Tochter. Als die Kinder schon größer waren, arbeitete Hilde Zimmermann zehn Jahre lang als Brillendesignerin, unter anderem für Dior, Vienna line und für die Brillen- und Uhrenmarke Carrera, sowie die beiden letzten Jahre für einen italienischen Brillenhersteller. Nebenher beschäftigte sie sich weiterhin mit der Bildhauerei und arbeitete in einem privaten Atelier.
Nach den Ereignissen im Jahr 1968 in der Tschechoslowakei, wie dem Einmarsch der Warschauer-Pakt-Truppen und der Niederschlagung des Prager Frühlings, distanzierte sich Hilde Zimmermann von der KPÖ und trat aus der Partei aus. Nach eigener Aussage behielt sie jedoch „ihre solidarische Haltung“ (im Sinne der gesellschaftspolitischen Ziele der KPÖ) bei. Die Erlebnisse der Verfolgung hielten sie und ihr Mann nicht vor den eigenen Kindern geheim, sondern berichteten offen darüber. Viele ihrer Freunde waren KZ-Überlebende oder aus der Emigration Heimgekehrte und hatten ähnliche Schicksale erlitten. Unter anderem nahmen Hilde und Harry Zimmermann ihre Kinder mit zu Demonstrationen, wie regelmäßig zu Maikundgebungen, und erzogen sie zu einer kritischen Weltsicht.

### Späteres Leben
Hilde Zimmermann und Anna Wundsam blieben in ihrem späteren Leben insbesondere in der seit 1958 ins Vereinsregister eingetragenen Österreichischen Lagergemeinschaft Ravensbrück (ÖLGR) aktiv. Seit der Gründung 1947 trafen sich die Ravensbrückerinnen aus dem Raum Wien jeden zweiten Dienstag des Monats, zunächst immer in Clubräumen verschiedener Kaffeehäuser Wiens, seit 1984 fanden die Zusammenkünfte in den Räumen des KZ-Verbands statt. Unter anderem ging Zimmermann oft für die ÖLGR in Schulen und Jugendheime und erzählte von der Zeit des Nationalsozialismus und von ihren Erlebnissen. 1988 nannte Zimmermann als ihre Beweggründe, vor Jugendlichen über diese Zeit zu berichten:

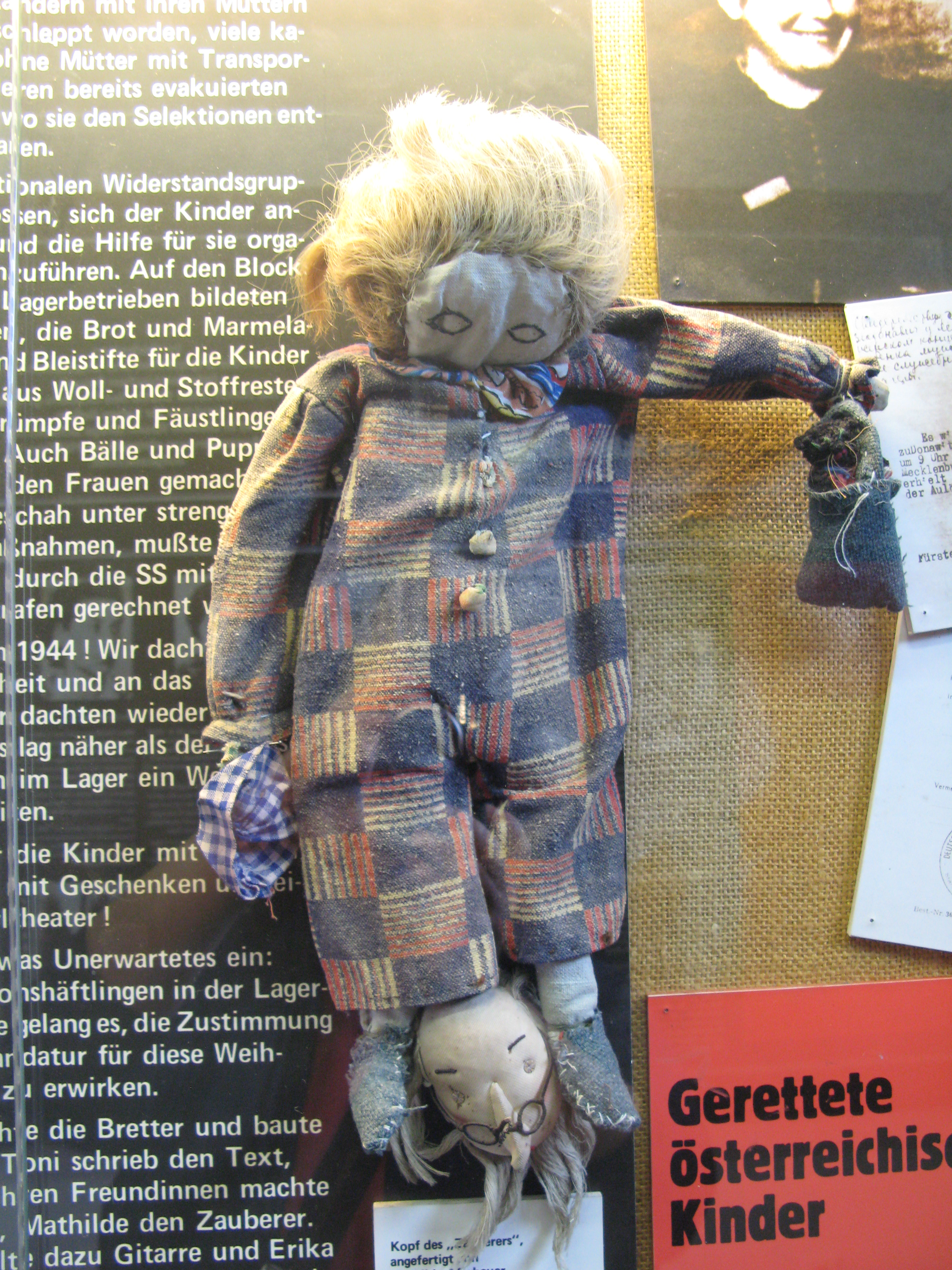
Detail in dem 1986 unter Leitung von Hilde Zimmermann gestalteten österreichischen Gedenkraum in der Mahn- und Gedenkstätte Ravensbrück (im KZ angefertigte Puppe für die dort mitinhaftierten Kinder) (2008)

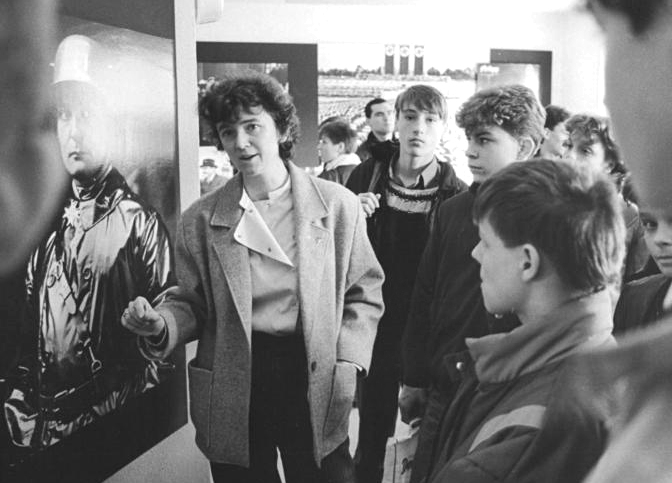
Führung von Jugendlichen durch die Mahn- und Gedenkstätte Ravensbrück in der DDR (1988)

„Ich habe mich im Lager verpflichtet: ‚Schau nicht weg! Die da draußen sollen es wissen!‘ Ich hatte das Glück, zu überleben, und daher habe ich die Verpflichtung weiterzugeben, was ich erlebt und gesehen habe.“

1985 wurden bei Überschwemmungen Teile des Museums in der Gedenkstätte Ravensbrück zerstört, so dass eine Neugestaltung des österreichischen Gedenkraumes erforderlich wurde. Zimmermann leitete wiederum die Arbeitsgruppe der Ravensbrückerinnen, während die graphische Gestaltung dem Architekten Professor Ernst Fuhrherr oblag. Der neu gestaltete Gedenkraum, bei dem das Konzept der ersten Ausstellung weitgehend beibehalten wurde, wurde im Herbst 1986 eröffnet. Er ist heute noch in derselben Form in der Mahn- und Gedenkstätte Ravensbrück zu besichtigen.
Nachdem Zimmermanns Zeitzeugenauftritte in Schulen durch Medienberichte öffentlich bekannt wurden, fanden ihre persönlichen Erlebnisse Ende der 1980er Jahre auch Aufnahme in zwei verschiedene Aufsatzsammlungen, die sich mit zeitgeschichtlichen Themen befassen (siehe Publikationen). In den 1990er Jahren lud sie junge Frauen zur Mitarbeit bei der Lagergemeinschaft ein. So nahm die ÖLGR ab 1995 Frauen der nachfolgenden Generation als Mitglieder auf, die die Ravensbrückerinnen fortan bei der Umsetzung der Vereinsziele unterstützten.
Es bildete sich die Projektgruppe Wege nach Ravensbrück, bestehend aus Studentinnen der Geschichte, Soziologie, Ethnologie, Judaistik und Politikwissenschaft, die mit Unterstützung der Soziologinnen und Politikwissenschaftlerinnen Helga Amesberger und Brigitte Halbmayr vom Wiener Institut für Konfliktforschung sowie der Ethnologin und Historikerin Brigitte Fuchs mehrere Projekte erarbeiteten. Unter anderem wurden 1999 in einer Filmreihe in Wien und in Linz selten gezeigte Spiel- und Dokumentarfilme über Frauen im Widerstand und in den Konzentrationslagern vorgestellt. In einem Videoprojekt wurden Zeitzeuginnen-Interviews aufgenommen und verschiedene Filme erstellt, wobei die Ravensbrückerinnen wie auch Zimmermann teils mitwirkten. In Zusammenarbeit mit der ÖLGR entstand 1998/99 die (neue) Wanderausstellung Wege nach Ravensbrück, wobei Zimmermann wiederum mithalf. Die Ausstellung wurde zum ersten Mal 1999 in Wien gezeigt und machte anschließend eine jahrelange Wanderung durch ganz Österreich.
Ende der 1990er/Anfang der 2000er Jahre wurden in mehrjähriger Oral-History-Arbeit die Lebensgeschichten von 42 österreichischen Überlebenden von Amesberger und Halbmayr aufgezeichnet, analysiert und dokumentiert, so auch die Erlebnisse von Hilde Zimmermann. Halbmayr führte 1999 mehrere Interviews mit Zimmermann, die neben anderen ausgewählten Biografien in der von Halbmayr und Amesberger gemeinsam erstellten wissenschaftlichen Studie Vom Leben und Überleben – Wege nach Ravensbrück wiedergegeben und ausgewertet wurden. Das zweibändige Werk erschien 2001 im Wiener Promedia Verlag in seiner Edition Spuren (siehe Literatur). Die von Halbmayr mit Zimmermann geführten Interviews wurden auf digitales Video aufgezeichnet und gehören zum Bestand des 1999 geschaffenen VideoArchivs Ravensbrück (siehe Weblinks).
Hilde Zimmermann starb im Alter von 81 Jahren in Wien und wurde am Stammersdorfer Zentralfriedhof (Gruppe 2, Reihe 7, Nummer 11) bestattet.

## Nachleben
Nach einem intensiven Diskussionsprozess innerhalb der Österreichischen Lagergemeinschaft Ravensbrück erfolgte 2005 die Übergabe der Vereinsfunktionen an die Nachgeborenen und die Änderung des Vereinsnamens auf Österreichische Lagergemeinschaft Ravensbrück & FreundInnen (ÖLGRF), womit der von Zimmermann mitinitiierte Generationswechsel vollzogen wurde.
Die an verschiedenen Orten in ganz Österreich erfolgte Präsentation der Wanderausstellung Wege nach Ravensbrück von 1998/99, bei deren Erstellung Zimmermann noch mitgewirkt und die sie teilweise begleitet hatte, wurde 2003 abgeschlossen. In einer aktualisierten Neufassung wurde die Ausstellung 2006 in Wien sowie 2007/08 in der Mahn- und Gedenkstätte Ravensbrück in Deutschland gezeigt und dann aufgelöst. Seitdem steht Online eine Internetversion der ehemaligen Ausstellung zur Verfügung (siehe Weblinks).
Halbmayr veröffentlichte im Jahrbuch 2009 des Dokumentationsarchivs des österreichischen Widerstandes ihren Fachbeitrag „Das war eine Selbstverständlichkeit, dass wir da geholfen haben.“ Die Fallschirmagenten Albert Huttary und Josef Zettler und ihre UnterstützerInnen – ein Fallbeispiel. Dabei stellte Halbmayr neben dem Fall Huttary den Fall Zettler mit dessen Unterstützerinnen Hilde und Anna Wundsam sowie Pauline und Gisela Hochmeister dar, als „exemplarisches und zugleich einzigartiges“ Beispiel für Widerstand und KZ-Haft von österreichischen Frauen während der NS-Zeit (siehe Literatur).
2009 porträtierte die in Österreich lebende Regisseurin, Theatermacherin und Journalistin Tina Leisch in ihrem Film Dagegen muss ich etwas tun den „Weg der politischen Aktivistin und Widerstandskämpferin Hilde Zimmermann“. Leisch verknüpfte dabei Interviews mit Hilde Zimmermann zusammen mit Erinnerungen Gleichgesinnter und Begleiterinnen und gab so eine „filmische Biografie der Idealistin“ wieder. Die von Leisch verwendeten Interviews mit Hilde Zimmermann sind Teil des VideoArchivs Ravensbrück; sie waren 1999 von Halbmayr im Rahmen des Projektes Wege nach Ravensbrück geführt worden. Der Film der Nestroy-Preisträgerin Leisch wurde unter anderem 2009 bei einer Matinee im Wiener Filmhaus am Spittelberg gezeigt und hatte im April 2010 Kinopremiere in Österreich.

## Zitate

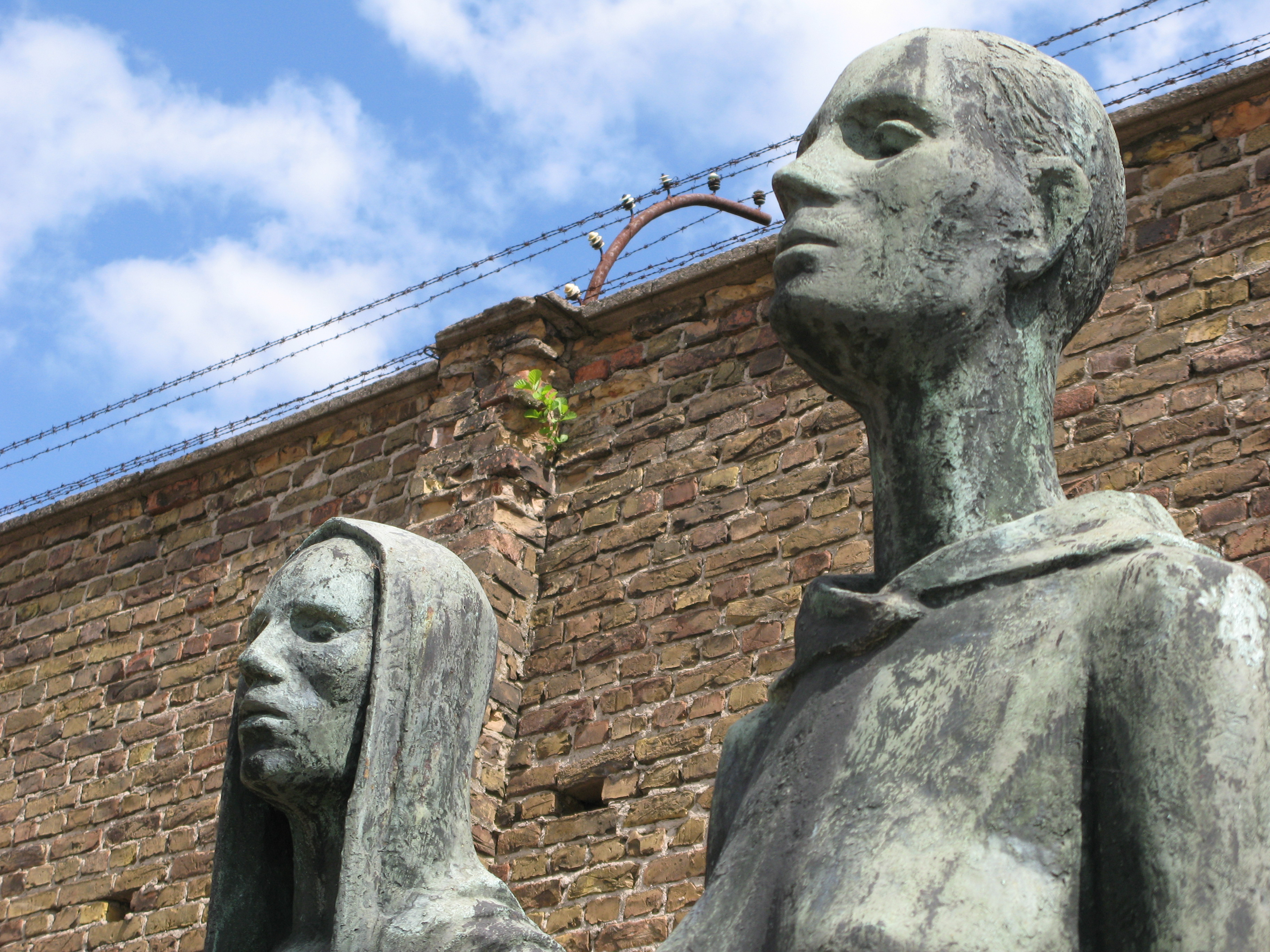
Von dem Bildhauer Will Lammert 1959 geschaffene Bronzeplastiken vor der ehemaligen Lagermauer in der Mahn- und Gedenkstätte Ravensbrück (Fotoaufnahme von 2008)

„Von allen Greueln, die die Nazibarbaren ersonnen hatten, ist diese Abscheulichkeit noch gar nicht so recht ins Bewusstsein gedrungen: Die Angst vor den Frauen, vor der Liebe.
 Die Frauen waren nicht nur politische Widerstandskämpferinnen, sie waren Frauen, die liebten: Sie liebten Männer, die zu lieben nach den Nürnberger Gesetzen verboten war. Sie liebten Männer, die verschleppt worden waren, die auf Bauernhöfen und Dörfern arbeiteten. Frauen und Mütter liebten ihre Männer und Söhne und versteckten sie vor dem Krieg. Frauen gaben Brot an hungrige Gefangene und hatten Erbarmen – für all diese Frauen war das Frauen-KZ errichtet worden.“

„Wir wollen dafür eintreten, dass Ravensbrück eine Forschungs- und Begegnungsstätte wird, dass der Platz des Grauens in einen Platz des Wissens, des Verstehens und der Freundschaft umgewandelt wird.“

## Publikationen (Auswahl)
- Sich die Menschenwürde nicht nehmen lassen. In: Monika Horsky (Hrsg.): Man muss darüber reden. Schüler fragen KZ-Häftlinge. Ephelant-Verlag, Wien 1988, ISBN 3-900766-01-0, S. 183–207 (Erlebnisbericht; = Dokumente, Berichte, Analysen, Band 2).
- Wie auf Eis gelegt. In: Karin Berger (Hrsg.): Ich geb Dir einen Mantel, dass Du ihn noch in Freiheit tragen kannst. Widerstehen im KZ. Österreichische Frauen erzählen. Promedia Verlag, Wien 1987, ISBN 3-900478-20-1, S. 17 ff. (= Edition Spuren).

## Dokumentarfilme
- Dagegen muss ich etwas tun. Portrait der Widerstandskämpferin Hilde Zimmermann. Dokumentarfilm von Tina Leisch, Österreich 2010, Länge: 90 Minuten, Verleih/Vertrieb: Sixpackfilm.[6] (Filmtrailer als Videostream Filmempfehlungen: Dagegen muss ich etwas tun erinnern.at)